# ラモン空軍基地
ラモン空軍基地（Ramon Airbase） は、イスラエル航空宇宙軍の空軍基地である。イスラエル空軍 第25航空団 (25th Wing, Canaf 25) の飛行隊が所属する。イスラエルの南部地区、ネゲヴ砂漠の北部、ベエルシェバ南西、ミツペ・ラモン近郊に位置する。ICAOはLLRMである。

## 概要
ラモン空軍基地は、1979年から1982年にかけて、キャンプ・デービッド合意に基づくイスラエル軍のシナイ半島からの撤退に伴い新たに建設された。建設にはアメリカ合衆国の民間企業が携わった。2本の舗装滑走路を持ち、F-16I Sufa戦闘攻撃機を装備する3つの飛行隊と、AH-64A Peten攻撃ヘリコプター、AH-64D Saraf攻撃ヘリコプターをそれぞれ装備する2つの飛行隊が配備されている。

## 飛行隊

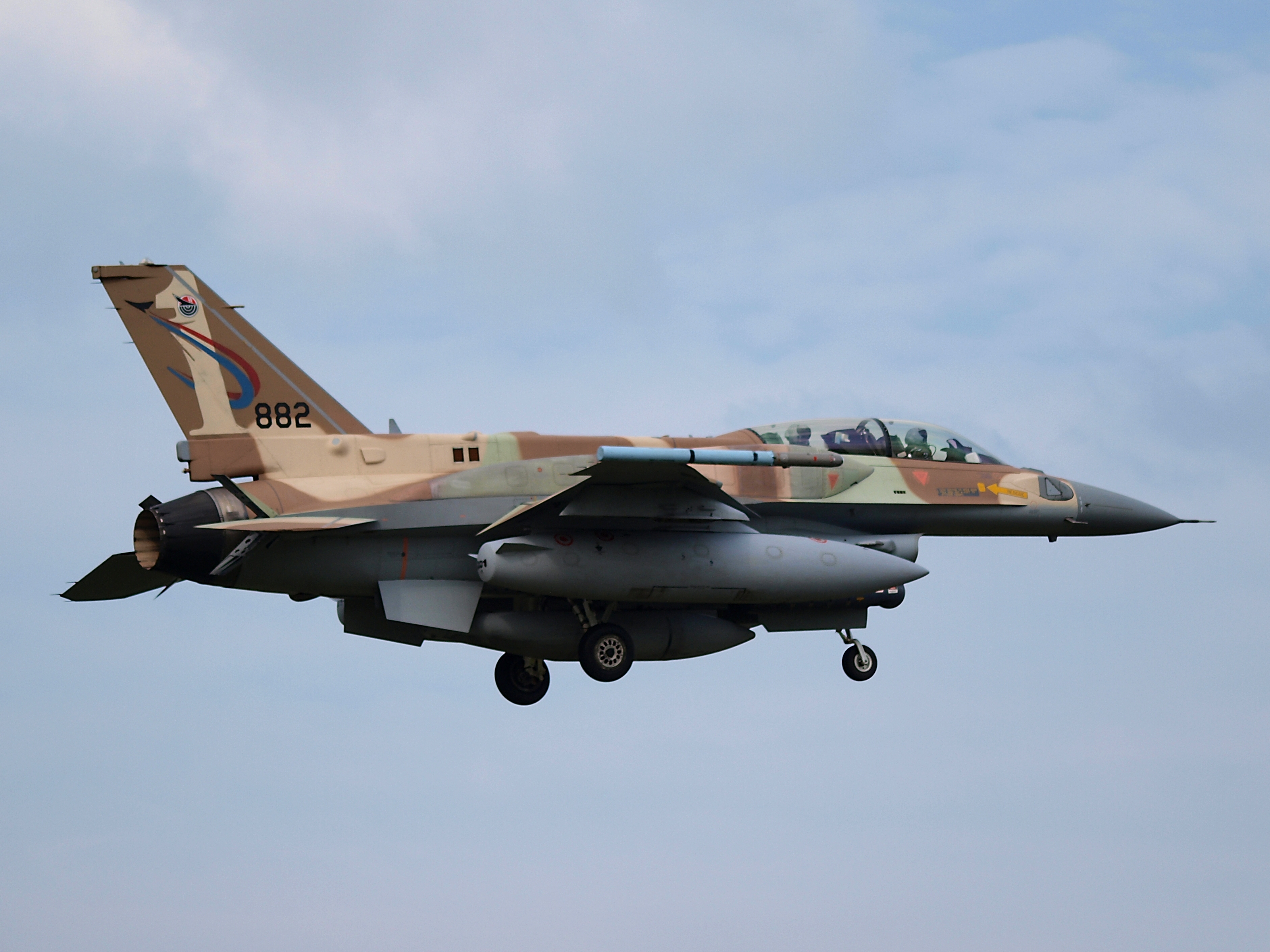
第201飛行隊所属のF-16I Sufa

- 第113飛行隊（ホーネット・スコードロン、The Hornet Squadron）- AH-64D Saraf攻撃ヘリコプター

ワスプ・スコードロン（The Wasp Squadron）とも呼ばれる（Hornet、Wasp、どちらもスズメバチの意味）。
- 第119飛行隊（バット・スコードロン、The Bat Squadron）- F-16I Sufa戦闘攻撃機
- 第190飛行隊（マジック・タッチ・スコードロン、The Magic Touch Squadron）- AH-64A Peten攻撃ヘリコプター
- 第201飛行隊（ザ・ワン・スコードロン、The One Squadron）- F-16I Sufa戦闘攻撃機
- 第253飛行隊（ネゲブ・スコードロン、 The Negev Squadron）- F-16I Sufa戦闘攻撃機